# Goldried Quintett
Das Goldried Quintett war eine österreichische volkstümliche Musikgruppe aus Matrei in Osttirol. Sie wurde 1980 unter der Leitung von Roland Mühlburger gegründet und am 31. Dezember 2012 aufgelöst.

## Erfolge (Auszug)

### Goldene Schallplatten
- Gold für die Produktion Mei liabes Spatzerl – K & T: Mühlburger Roland
- Gold für die Produktion Am Sonntag gehn ma Radl fahrn – K & T: Mühlburger Roland
- Gold für die Produktion Bist mein Schatz K: Mühlburger Roland
- Gold für die Produktion Komm doch mit um die Welt – K: Mühlburger Roland

### Platin-Schallplatten
- Platin für die Produktion Der Paul und sein Gaul – K: Mühlburger Roland / T: Steiner Hermann
- Platin für die Produktion Wir bleibm Landsleut – K: Mühlburger Roland / T: Steiner Hermann
- Sonder-Platin für Mühlburger Roland und Steiner Hermann

## Diskografie
- 1981 – Musikantengrüße aus Osttirol
- 1982 – Auf zum Tanz
- 1983 – Wir laden euch ein
- 1984 – Musikantenfest
- 1985 – Frohe Stunden mit Musik
- 1986 – Mei liebes Spatzerl
- 1987 – Du und i
- 1988 – Oamol hin Oamol her
- 1988 – Musikantenfest mit dem Goldried Quintett
- 1989 – Grüße aus der Heimat
- 1989 – Der Paul und sein Gaul
- 1990 – Am Sonntag geh’n ma Radlfahr’n
- 1990 – Herzilein
- 1991 – Bist mein Schatz
- 1992 – Komm doch mit um die Welt
- 1993 – A bisser’l kuscheln
- 1994 – 15 Jahre
- 1994 – Die 20 größten Hits
- 1994 – Ihre größten Erfolge
- 1995 – Du bist der Typ, der mir gefällt
- 1996 – Unsere volkstümlichen Lieblinge
- 1997 – Hulla Dance
- 2000 – Goldried Quintett 2000
- 2000 – 20 Jahre (Doppel-CD)
- 2001 – 20 goldene Volltreffer
- 2002 – Herzlichst
- 2002 – Stars der Volksmusik
- 2003 – Heut wird tanzt bis der Boden dampft
- 2005 – Jubiläum – 25 Jahre
- 2008 – Du mein Osttirol[2]

## TV-Auftritte (Auswahl)
- Melodien der Berge
- Musikantenstadel
- Lustige Musikanten
- Heimatmelodie
- Achims Hitparade
- Fröhlicher Alltag
- Wenn die Musi spielt
- Herzlichst Hansi Hinterseer